# Етра (съпруга на Фалант)
Вижте пояснителната страница за други значения на Етра.
Етра (на старогръцки: Αίθρα, Aithra, Aethra) е съпруга на вожда на спартанските въстаници Фалант.
През края на 8 век пр.н.е. извънбрачните спартанци, след дълга война против месенците заедно с робите организират въстание. Те се нарекли партени и са водени от Фалант. Те изискват от благородниците отказаните им права, но въстанието не успява. Понеже въстаниците не могат да бъдат осъдени на смърт, както робите, те трябва да напуснат града и да си търсят нова страна. Фалант пита преди пътуването Оракула от Делфи, който казва чрез жреците следното: „Когато при чисто небе започне да вали, ти ще завоюваш нова страна и град.“
Когато вожда на дългото пътуване в посока Япигия (днешна Апулия в Италия) жена си Етра (гр.: чисто небе), че плаче, той смята, че предсказанието на оракула е вярно. Така той основава своя град и го нарича Сатуро. Сатуро съществува и днес и е курортно място на няколко километра от Таранто.